# Egerland

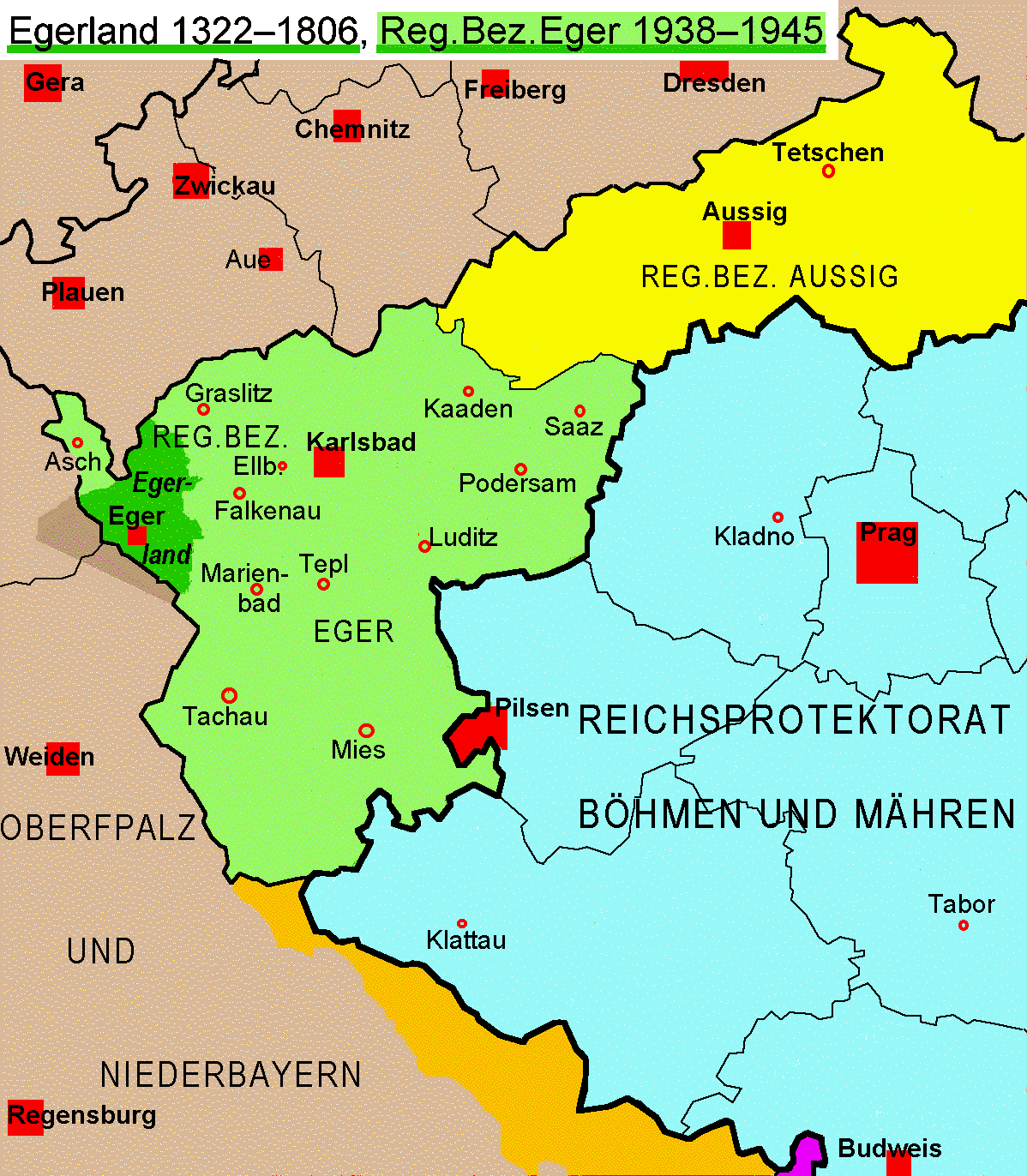
Egerland (verde) în perioada 1938-1945

Egerlandul este o regiune istorico-geografică în vestul extrem al Cehiei. Este numită după râul Eger. Are 7 466 km² (în hotarele administrative din 1938 - 1945).
Orașele principale sunt Cheb (Eger), Karlovy Vary (Karlsbad) și Mariánské Lázně (Marienbad). Până în 1806 a făcut parte din Sfântul Imperiu Roman de Națiune Germană, apoi, până în 1918 a fost parte a Imperiului Austriac. În 1918 a fost atribuit, contrar voinței majorității absolute a populației (care solicita organizarea unui plebiscit) Cehoslovaciei. În octombrie 1938 regiunea a fost cedată Germaniei (Acordul de la München) ca parte a Sudetenlandului. Până în 1945 peste 90 % din cei circa 900 mii de locuitori ai regiunii erau etnici germani. În mai 1945 a fost retrocedat Cehoslovaciei, cvasimajoritatea populației germane fiind expulzate în Germania (au putut rămâne doar familiile membrilor rezistenței antinaziste și cei din familii mixte). Oricum, regiunea Egerland rămâne singura zonă cu o populație germană relativ importantă și concentrată din Republica Cehă, orășelul Falknov nad Ohří (Falkenau an der Eger) fiind unul din centrele culturale ale germanilor din Cehia.